# グリプスホルム城

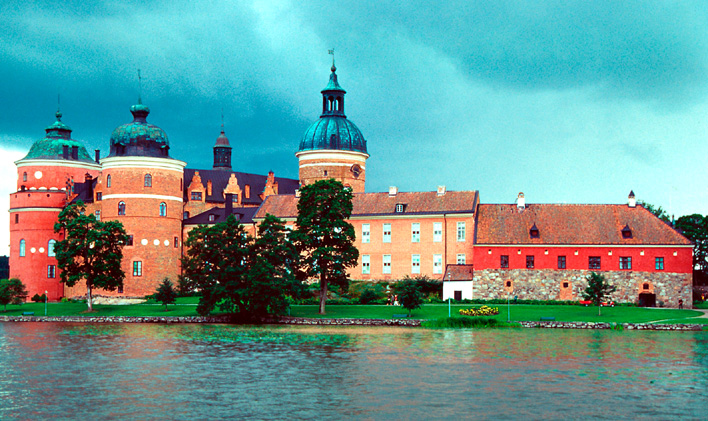
グリプスホルム城

グリプスホルム城 （Gripsholms slott）は、スウェーデン南東部、メーラレン湖に面したマリエフレード（ストックホルム西方60キロの町）近郊にある城。現在、国立絵画コレクションを収蔵している。16世紀の調度品がオリジナルのままで保存され、一般公開している。

## 沿革
1380年頃、要塞としてボー・ヨンソンにより建てられ、彼の一族が代々所有した。1526年、グスタフ1世がヨンソン一族の建物・城を没収して自分のものにした。グスタフはいったん城を取り壊し、防衛上の目的から、四方に塔と城壁を巡らせた要塞化した城に建て替えた。中世の要塞としての部分は、現在城壁の残るファサードのみである。
グスタフ1世時代から、グリプスホルム城はスウェーデン王室のものとなり、1713年まで住居として使用された。1563年から1567年まで、エリク14世は、異母弟ヨハンとその妻カタジナを幽閉した。のちにスウェーデン・ポーランド王となった2人の息子シギスムンド3世は、1566年6月20日にこの城で生まれた。
1713年から60年間、城は監獄として使われた。1773年、グスタフ3世は妻に代わって城を修繕した。劇場が加えられたのはこの時である。
1889年から1894年の間、建築家フレデリク・リリエクヴィストにより行われた改築には、賛否が分かれる。彼は、17世紀・18世紀に改造された部分を取り除いたのである。最も大きな変化は、3階を付け足したことである。